# Thurnhosbach
Thurnhosbach est un petit village allemand rattaché à la commune de Sontra. Il se trouve à six kilomètres au sud-ouest de Sontra. La route y menant est la 3459.
Le village se situe à 331 mètres d'altitude.
L'endroit où se trouve le village a été décrit pour la première fois en 1408 sous le nom de « Dornhospach ». À partir de 1460, l'endroit est nommé « Dornsbach ». Enfin, sur la carte Mercator de 1592 comme « Dürrenhospach ».